# Friedrich von Dobeneck
Friedrich von Dobeneck († vor 4. Juni 1493) war Amtmann von Thierstein (ca. 1460–1473) in Brandenburg-Kulmbach.
Friedrich stammte aus dem fränkischen Adelsgeschlecht von Dobeneck. Durch Erwerbungen in Jößnitz, Röttis und Zwoschwitz gilt er in der Familienchronik des Alban von Dobeneck als Begründer der kursächsischen Linie. Das Gebiet der Vögte von Plauen ging 1466 an die Wettiner über, die den Besitz Friedrichs bestätigten. Zu seinen Besitzungen gehörte außerdem u. a. Cossengrün und Rudolphstein. Seine Frau Elisabeth, mit der er mehrere Kinder hatte, stammte vermutlich aus der Familie der Tosse.
Er war wie viele andere Familienmitglieder 1449 beteiligt am Süddeutschen Städtekrieg bzw. dem Ersten Markgrafenkrieg. Die stammesverwandten Dobeneck, Vasmann und Falkenstein bekämpften die Reichsstadt Nürnberg. Zusammen mit anderen Familienmitgliedern kämpfte er im Dreizehnjährigen Krieg gegen den Deutschen Orden.
In der Fehde des Meißner Burggrafen Heinrich II. von Plauen 1452 gegen Eger stand er auf der Seite der Stadt. Er sah sich im Bayerischen Krieg als Amtmann gezwungen, das zu Füßen der Burg Thierstein gelegene Dorf Thierstein in Brand zu setzen, um den Angreifern entsprechende Vorteile zu nehmen. Der Belagerung der Burg konnte er aber nur kurze Zeit widerstehen.
Sein unmittelbarer Nachfolger als Amtmann war Wilhelm von Schirnding. Vorgänger sind nur punktuell bekannt, darunter Hans von Wolframsdorf (ca. 1430) und Nickel und Erhart von Raitenbach (1459).